# S&P/TSX 60
Der S&P/TSX 60 ist der wichtigste Aktienleitindex an der Toronto Stock Exchange in Kanada. Er wird verwaltet vom kanadischen Standard & Poor’s Committee und repräsentiert zehn Branchen. Daneben besteht als weiterer wichtiger Aktienindex in Toronto der S&P/TSX Composite Index.
Bei der Berechnung wird nur die frei handelbare Marktkapitalisierung herangezogen. Außerdem ist die Anzahl der Unternehmen aus den Bereichen Bergbau, Öl und der Finanzwirtschaft begrenzt, um ein Übergewicht dieser Sektoren zu vermeiden.

## Zusammensetzung
Stand: 20. Mai 2025 (Indexgewichtung nicht aktuell)
| Unternehmen                         | Branche                             | Logo | Indexgewichtung in % |
| ----------------------------------- | ----------------------------------- | ---- | -------------------- |
| Royal Bank of Canada                | Banken                              |      | 7,7                  |
| Toronto-Dominion Bank               | Banken, Finanzdienstleistungen      |      | 6,4                  |
| Shopify                             | Versandhandel, Onlinehandel         |      | 4,9                  |
| Enbridge                            | Pipelinebetreiber                   |      | 4,2                  |
| Canadian National Railway           | Eisenbahn                           |      | 4,0                  |
| Canadian Pacific Kansas City        | Eisenbahn                           |      | 4,0                  |
| Canadian Natural Resources          | Öl und Gas                          |      | 3,9                  |
| Bank of Montreal                    | Banken                              |      | 3,9                  |
| Scotiabank                          | Banken                              |      | 3,1                  |
| Brookfield Corp                     | Finanzdienstleistungen              |      | 3,0                  |
| Constellation Software              | Software                            |      | 2,6                  |
| Canadian Imperial Bank of Commerce  | Banken                              |      | 2,4                  |
| Alimentation Couche-Tard            | Einzelhandel                        |      | 2,3                  |
| Suncor Energy                       | Öl und Gas                          |      | 2,3                  |
| TC Energy                           | Pipelinebetreiber                   |      | 2,2                  |
| Manulife Financial                  | Versicherungen                      |      | 2,2                  |
| Waste Connections                   | Entsorgung                          |      | 2,1                  |
| BCE Inc.                            | Telekommunikation                   |      | 2,0                  |
| Barrick Mining Corporation          | Bergbau                             |      | 1,7                  |
| Sun Life Financial                  | Versicherungen                      |      | 1,6                  |
| Nutrien                             | Dünger                              |      | 1,5                  |
| Intact Financial                    | Immobilien                          |      | 1,5                  |
| Agnico Eagle Mines                  | Bergbau                             |      | 1,5                  |
| Telus                               | Telekommunikation                   |      | 1,4                  |
| National Bank of Canada             | Banken                              |      | 1,4                  |
| Restaurant Brands International     | Nahrungsmittel (Fast Food)          |      | 1,3                  |
| Cenovus Energy                      | Öl und Gas                          |      | 1,2                  |
| Wheaton Precious Metals Corporation | Silverstreaming                     |      | 1,2                  |
| Thomson Reuters                     | Medien                              |      | 1,2                  |
| Franco-Nevada                       | Bergbau                             |      | 1,2                  |
| CGI                                 | IT-Dienstleistungen                 |      | 1,2                  |
| Fortis Inc.                         | Energieversorger                    |      | 1,1                  |
| Dollarama                           | Einzelhandel                        |      | 1,1                  |
| Teck Resources                      | Bergbau                             |      | 1,0                  |
| Pembina Pipeline                    | Pipelinebetreiber                   |      | 1,0                  |
| Cameco                              | Bergbau                             |      | 1,0                  |
| Rogers Communications               | Telekommunikation                   |      | 0,9                  |
| WSP Global                          | Baumanagement, Beratende Ingenieure |      | 0,9                  |
| Power Corporation of Canada         | Mischkonzern                        |      | 0,9                  |
| Magna International                 | Automobilzulieferer                 |      | 0,9                  |
| Brookfield Infrastructure Partners  | Infrastruktur                       |      | 0,8                  |
| Tourmaline Oil                      | Öl                                  |      | 0,8                  |
| Loblaw Companies                    | Einzelhandel                        |      | 0,8                  |
| Brookfield Asset Management         | Finanzdienstleistungen              |      | 0,7                  |
| Metro Inc.                          | Einzelhandel                        |      | 0,6                  |
| Open Text                           | Software                            |      | 0,6                  |
| Emera                               | Versorger                           |      | 0,6                  |
| Hydro One                           | Versorger                           |      | 0,5                  |
| Imperial Oil                        | Öl und Gas                          |      | 0,5                  |
| George Weston Limited               | Bäckereien                          |      | 0,4                  |
| Kinross Gold                        | Bergbau                             |      | 0,4                  |
| CAE Inc.                            | Luftverkehrsbranche                 |      | 0,4                  |
| FirstService                        | Immobilien                          |      | 0,4                  |
| CCL Industries                      | Verpackungen                        |      | 0,3                  |
| Gildan Activewear                   | Bekleidung                          |      | 0,3                  |
| Canadian Tire                       | Einzelhandel                        |      | 0,3                  |
| First Quantum Minerals              | Bergbau                             |      | 0,3                  |
| Saputo                              | Nahrungsmittel (Molkerei)           |      | 0,3                  |
| Algonquin Power & Utilities         | Versorger                           |      | 0,2                  |
| Canadian Appartment Properties REIT | Wohnungsunternehmen                 |      |                      |